# Markt Berolzheim

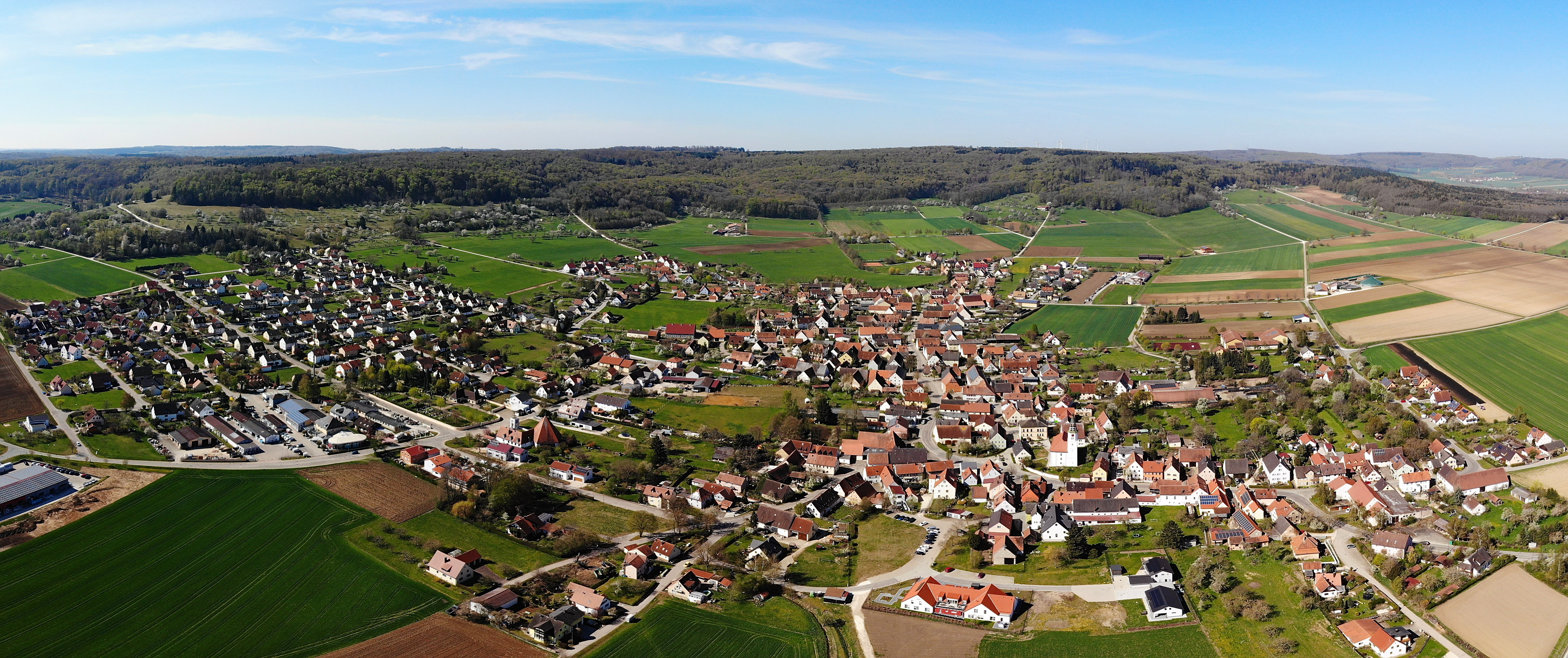
Markt Berolzheim, Luftaufnahme (2020)

Markt Berolzheim (umgangssprachl. „B-Heim“, Beheim ausgesprochen und in früherer Zeit – bis in die 1970er Jahre – „Berlza“) ist ein Markt im mittelfränkischen Landkreis Weißenburg-Gunzenhausen.

## Geographie

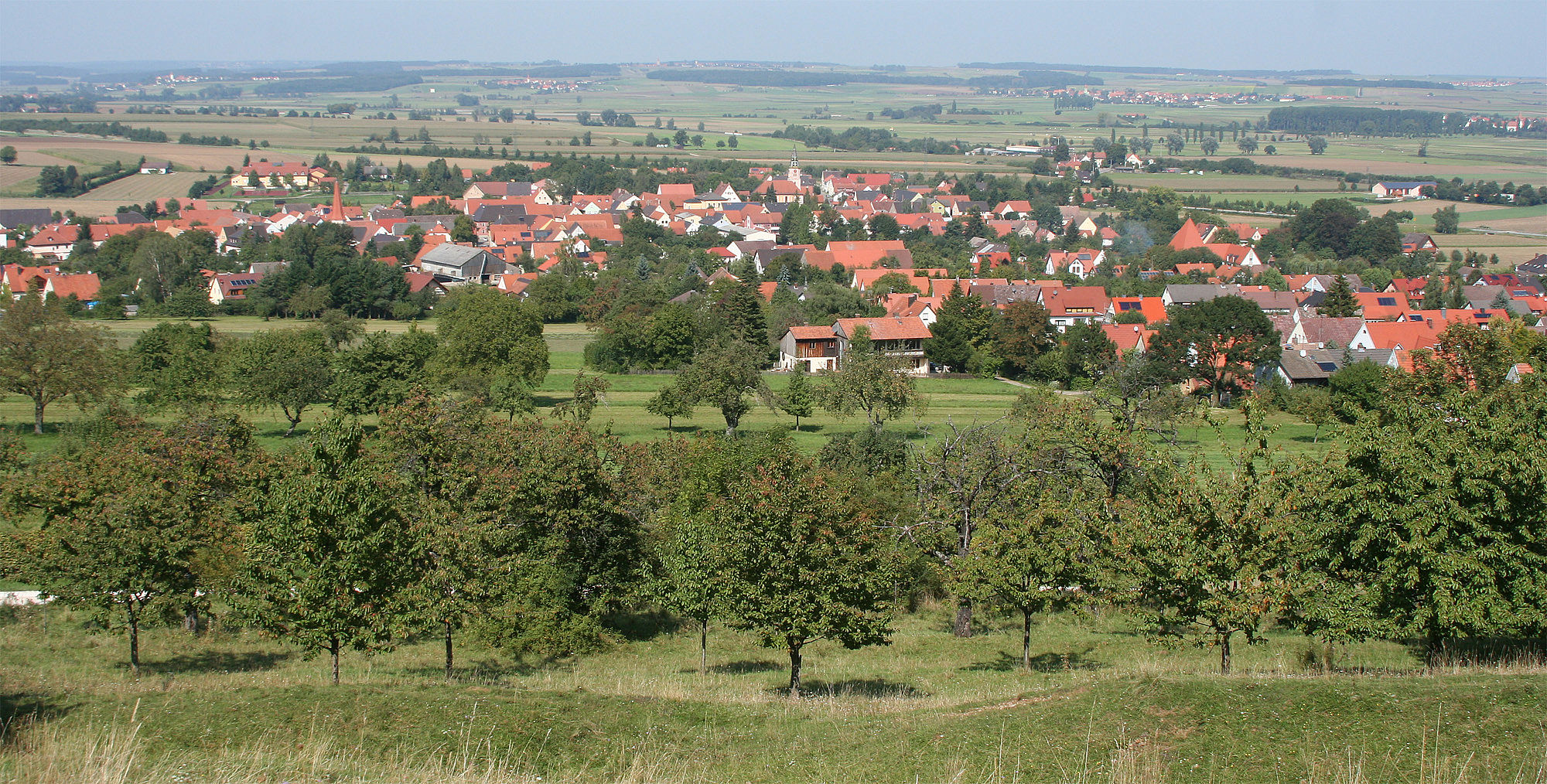
Blick auf den Ortskern von Markt Berolzheim von der Buchleite aus

### Geographische Lage
Der Ort liegt oberhalb der Altmühl im Altmühltal am Fuße des Hahnenkamms, eines Höhenzugs der Fränkischen Alb, auf ca. 420–500 m ü. NHN. Die Gegend liegt in Westmittelfranken und wird auch als Altmühlfranken bezeichnet. Unweit westlich des Ortes liegt der Berolzheimer Wald. Höchste Erhebung der Gemeinde ist der Gemeindeberg (ca. 625 m). Durch den Ort führen die Staatsstraße 2230 und die Bahnstrecke Treuchtlingen–Würzburg. Im Waldgebiet bei Markt Berolzheim liegen mehrere Quellen, die zum Berolzheimer Mühlbach zusammenfließen. Ein weiteres Fließgewässer in der Gemeinde ist der Vordere Graben. Er fließt in die Altmühl, die die Ostgrenze der Gemeinde bildet. Städte in der Nähe sind Treuchtlingen, Weißenburg in Bayern und Gunzenhausen. Der Weiler Großholz gehört politisch, der Weiler Lengenfeld kirchlich zu Markt Berolzheim. Südlich des Ortes liegt das Naturschutzgebiet Buchleite, als Geotop ausgewiesen ist der Hunnenstein südwestlich von Markt Berolzheim.
Die Nachbargemeinden sind:
| Meinheim             | Meinheim                                    | Alesheim                |
| Heidenheim, Meinheim | Kompassrose, die auf Nachbargemeinden zeigt | Alesheim                |
| Heidenheim           | Treuchtlingen,                              | Alesheim, Treuchtlingen |

### Gemeindegliederung
Die Gemeinde hat zwei Gemeindeteile (in Klammern ist der Siedlungstyp angegeben):
- Großholz (Einöde)
- Markt Berolzheim (Hauptort)

Es gibt auf dem Gemeindegebiet nur die Gemarkung Markt Berolzheim. Die Gemarkung hat eine Fläche von 14,556 km². Sie ist in 1864 Flurstücke aufgeteilt, die eine durchschnittliche Flurstücksfläche von 7808,99 m² haben.

### Geologie
Das Gemeindegebiet liegt am Rande des Hahnenkamms, eines Teils der Altmühlalb. In hohen Lagen Kalkstein (Weißer Jura), über Sandstein (Brauner Jura) in Lehm (Schwarzer Jura) übergehend.

### Klima
Das Klima von Markt Berolzheim ist geprägt durch abgeschwächtes Mittelgebirgsklima. Das Sonnenmaximum ist im Juni und im Juli, das Niederschlagsminimum im März. Gemittelte Niederschlagsmenge beträgt 650–800 Millimeter im Jahr, im Winter an rund 35 Tagen Schneefall. Die Jahresmitteltemperatur beträgt 7,8 °C.

## Geschichte

### Bis zum 18. Jahrhundert
Erste Spuren menschlichen Lebens sind aus der Zeit um 10.000 v. Chr. nachweisbar. Eine erste feste Besiedlung dürfte um 3800 v. Chr. erfolgt sein.
In der Regierungszeit des Kaisers Trajan entstand dort eine römische Siedlung der Provinz Rätien; in der Flur Steinhausäcker fand man eine römische Villa. Im 6. Jahrhundert kam es nördlich einer bereits bestehenden Siedlung namens Benzing auf der gegenüberliegenden Seite des Dorfbaches mit Berol(t)sheim zu einer weiteren Besiedelung, vielleicht als Sitz eines fränkischen Sippenführers namens Berolt oder Berolf. Der Name des neuen Orts ging im Laufe der Zeit auch auf die Ursiedlung über. Im 8. Jahrhundert, in der Zeit Karls des Großen, gehörte das Gebiet zum Sualafeldgau. Wohl schon im 11. Jahrhundert entstanden zwei Pfarreien, die zum Bistum Eichstätt gehörten und seit der Reformationszeit evangelisch-lutherisch sind. 1129 und später erschien der Ortsname als Peroluesheim, 1167 als Berolteshaim.
Ab dem 11. Jahrhundert hatte der Ort drei Adelssitze (Burgen), das am Waldrand stehende, wohl auf römischen Grundmauern errichtete Steinhaus am Goppelt, das als erstes der Burgen abging, ein erstmals 1326 erwähntes „stark bewehrtes Wasserhaus“, die Burg Berolzheim, das spätere Untere Schloss, das gegenüber der „wahrscheinlich im 8./9. Jahrhundert an der Stelle eines keltisch-römischen Heiligtums“ erbauten Kapelle (und heutigen Pfarrkirche) St. Michael lag, und das Obere Schloss nahe der St.-Marien-Kapelle, von der 1183 über eine Weihe berichtet wurde und die 1352 als St.-Bartholomäus-Pfarrkirche erschien. Als Ortsadelige „von Berolzheim“ nannten sich 1129 ein Tageno, 1167 ein Heinrich, 1212 ein Marquard und 1326 und 1344 ein Willing. Ab 1332 erschien die Adelsfamilie Frick, dann die Vestenberg und 1370 die Lentersheim. 1574 erwarb Wolfgang II. von Pappenheim das Obere Schloss. Auf dem Unteren Schloss saßen 1311 die Truhendinger, die Salacher, 1332 die Holzinger, 1477 die Emser und 1572 die Pappenheimer; 1667 hatten die ansbachischen Markgrafen den Besitz. Die Grundherrschaft war, wie im Mittelalter vielerorts, somit sehr zersplittert. Ein Salbuch von 1491 weist in Berolzheim außerdem Besitz des Klosters Auhausen nach.
1574 erhielt die Gemeinde einen kaiserlichen Wappenbrief, in dem Berolzheim als „Fleckhen“ bezeichnet wird; ob damit ein Marktflecken gemeint war, ist ungewiss. Im Dreißigjährigen Krieg wurde der Ort 1631 von den Lothringern verwüstet und niedergebrannt und sieben Jahre später von kaiserlich-bayerischen Truppen gebrandschatzt; nur fünf Häuser blieben stehen. Dem Krieg fiel auch der Chorturm der oberen Kirche zum Opfer; er wurde 1688 bei gleichzeitiger Langhauserweiterung wiederhergestellt.
1667 kauften die Markgrafen von Bayreuth-Ansbach von pappenheimischen Erben den Ort und errichteten dort ein eigenes Verwalteramt. Der Vogtamtsverwalter hatte neben der grundherrlichen Verwaltung die niedere Gerichtsbarkeit inne; hochgerichtlich war bis 1797 das Oberamt Hohentrüdingen zuständig. Für den Eichstätter Besitz in Berolzheim war das Domkapitelische Kastenamt Pleinfeld zuständig. 1783 ließ ein Großbrand von den 125 Anwesen nur noch 40 Häuser übrig; die 1754 eingeführte Ansbachische Brandversicherung machte aber einen „schmucken Wiederaufbau“ möglich. 1758 bis 1760 wurde das Langhaus der unteren Kirche im Markgrafenstil neu erbaut. Als 1797 das Oberamt Hohentrüdingen und damit das Verwalteramt Berolzheim zum Justiz- und Kammeramt Heidenheim im Wassertrüdinger Kreis umgestaltet wurde, erhielt Berolzheim eine der beiden Gerichtschreibereien.

### 19. und 20. Jahrhundert

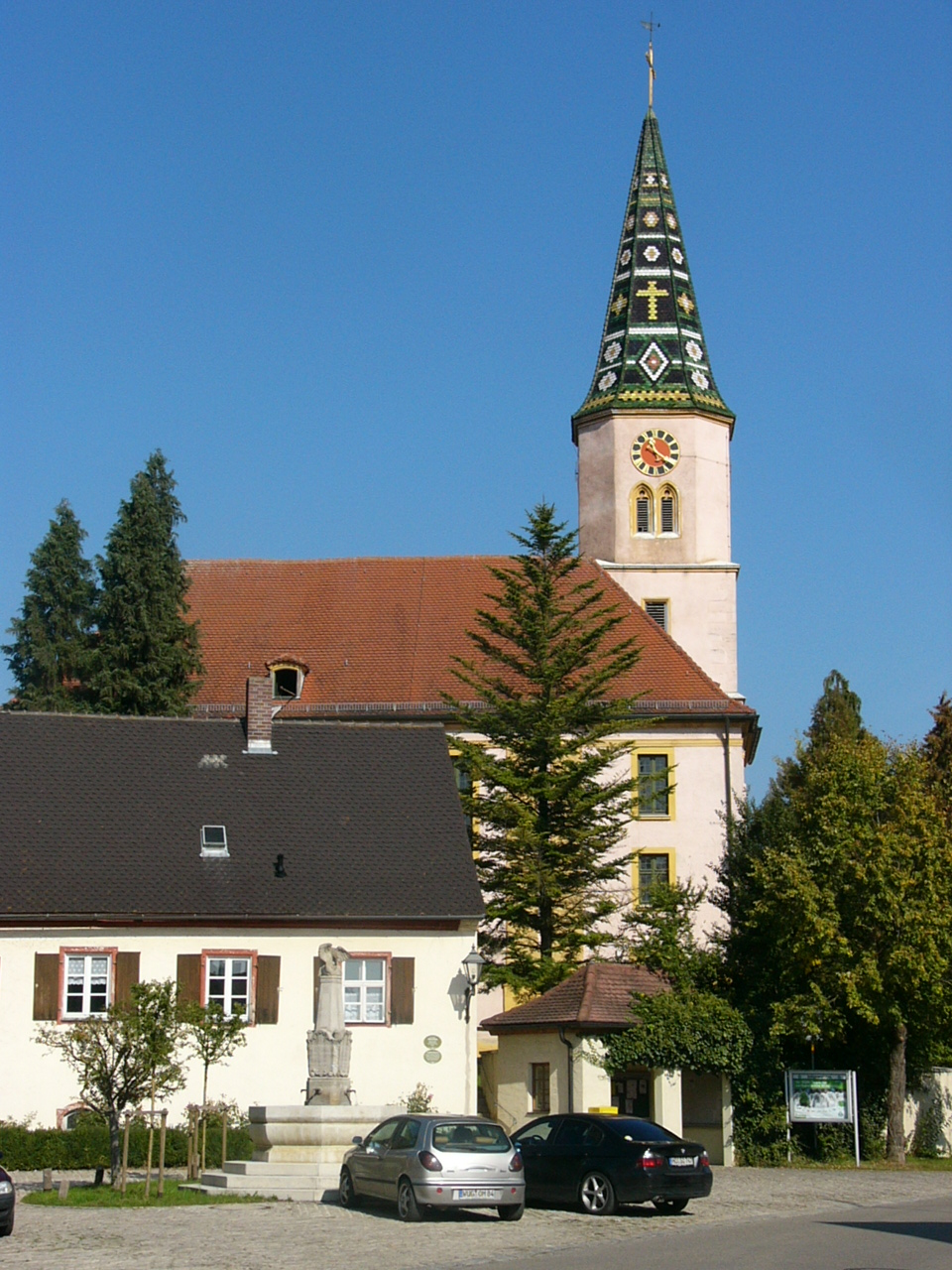
Untere Kirche St. Michael

1806 kam Berolzheim zum Königreich Bayern und wurde 1808 mit der Einöde Großholz, wo zwei Familien wohnten, Steuerdistrikt und 1809 Munizipalgemeinde, 1818 Markt im Landgericht Heidenheim. 1809 gab es 143 Hausnummern (125 Wohnhäuser), 1824 166 Anwesen mit 966 Einwohnern. 1835 wurde der Ort Windischhausen von der Oberen Pfarrei als selbständige Pfarrei abgetrennt; ursprünglich zum Dekanat Hechlingen/Dittenheim/Heidenheim gehörend, sind die beiden Pfarreien von Markt Berolzheim seit 1925 dem Evangelisch-Lutherischen Dekanat Pappenheim zugeordnet. Seit 1920 hat die Gemeinde den Namen Markt Berolzheim. 1950 zählte man 223 Anwesen und 1495 Einwohner.

### Religionen
Die überwiegende Mehrheit der Einwohner ist evangelisch, nur ein kleiner Teil katholisch.
- Die evangelische Gemeinde teilt sich in die Kirchengemeinden St. Maria (Obere Kirche) und St. Michael (Untere Kirche), die jedoch seit 1941 eine gemeinsame Pfarrstelle bilden, aber noch getrennte Kirchenvorstände haben. Zur evangelischen Gemeinde gehören die Einwohner des Weilers Lengenfeld, der am anderen Altmühlufer liegt. Gottesdienste finden im Wechsel in beiden Kirchen statt, öffentlich wird nur die Kirchweih von St. Maria gefeiert.
- Die katholische Gemeinde St. Hedwig, eine Kuratie der Pfarrei Mariä Himmelfahrt in Treuchtlingen,[29] entstand erst in der Nachkriegszeit durch Zuzug von Flüchtlingen aus den deutschen Ostgebieten, hauptsächlich aus dem Sudetenland. Die Kirche, im Grundriss ein gleichseitiges Fünfeck mit freistehendem Glockenturm, ist ein Werk des Ingolstädter Architekten Josef Elfinger († 1988) und entstand 1961. Sie wirkt im Innern durch die Glasmosaiken von Max Wendl „wie von warmem Licht durchflutet“.[30]
- Eine jüdische Gemeinde bestand in Markt Berolzheim vom 17. Jahrhundert (1631 erste Erwähnung) bis 1938. In der ersten Hälfte des 19. Jahrhunderts waren zeitweise knapp 20 % der Einwohner israelitischen Glaubens (1812 174 jüdische Einwohner von insgesamt 898). 1933 wurden noch 65 jüdische Einwohner gezählt. Die Synagoge (Standort „In der Hölle“) wurde beim Novemberpogrom 1938 niedergebrannt. Die letzten 24 jüdischen Bewohner wurden inhaftiert und vertrieben. Am Standort der Synagoge befindet sich heute ein Denkmal für die frühere jüdische Gemeinde. Die jüdischen Familiennamen Berolzheimer und Berlitzheimer erinnern in verschiedenen Ländern der Welt an die jüdische Niederlassung am Ort. Auch die Vorfahren des Gründers der Berlitz Sprachschulen stammen aus Markt Berolzheim.

### Einwohnerentwicklung
Im Ort hatten 1809 912 Einwohner ihren Wohnsitz. Bis 1933 wuchs das Dorf auf 1063 Einwohner. Es folgte die Vernichtung der rund 100 Personen umfassenden jüdischen Gemeinde in der Reichspogromnacht 1938 sowie der Zuzug von Flüchtlingen aus den deutschen Ostgebieten nach dem Krieg. Die Gemeinde wuchs bis 1950 auf etwa 1500 Einwohner, wobei in den Folgejahren wieder ein Rückgang auf 1150 Personen erfolgte. In den letzten Jahren wuchs der Ort durch neue Siedlungen auf etwa 1350 Einwohner, auch durch vermehrte Zuzüge aus dem Städtedreieck Treuchtlingen, Gunzenhausen und Weißenburg.

## Politik

### Marktgemeinderat
Der Marktgemeinderat besteht aus zwölf Mitgliedern:
|      | CSU | SPD | Grüne | Bürgerliste | Gesamt   |
| 2002 | 6   | 3   | 2     | 1           | 12 Sitze |
| 2008 | 5   | 2   | 4     | 1           | 12 Sitze |
| 2014 | 3   | 3   | 4     | 2           | 12 Sitze |
| 2020 | 41  | 32  | 53    | –           | 12 Sitze |

1 CSU/Freie Wähler     2 SPD/Vereinigte Wählergruppe     3 Bündnis 90/Die Grünen-Unabhängige Liste

### Bürgermeister
Fritz Hörner (Bündnis 90/Die Grünen) wurde bei der Kommunalwahl im Jahre 2008 zum Ersten Bürgermeister des Marktes gewählt und löste am 1. Mai 2008 Hermann Bauer (CSU) ab, der nicht mehr zur Wahl antrat.
Vorherige Bürgermeister (bzw. bis 1881 Gemeindevorsteher):
- 1837–1840: Bleicher
- ab 1840: Cramer
- bis 1862: keine Aufzeichnungen
- 1862–1863: Georg Bieber
- 1863–1881: Joh. Georg Hüttmeier
- 1882–1906: Leonhard Prosiegel
- 1906–1919: Paul Büttner
- 1919–1932: Karl Guthmann
- 1933–1945: Friedrich Seegmüller
- 1945: Christian Haag (von der amerikanischen Militärregierung eingesetzt)
- 1945–1948: Karl Weißlein sen. (von der amerikanischen Militärregierung eingesetzt)
- 1948–1978: Ludwig Reichardt
- 1978–2008: Hermann Bauer (CSU)

### Verwaltung
Die Gemeinde ist Mitglied der Verwaltungsgemeinschaft Altmühltal mit Sitz in Meinheim.

### Wappen
| Wappen Markt Berolzheim | Blasonierung: „Geteilt von Blau und Silber, oben ein silberner Eisenhut, unten ein nach vorn schreitender schwarzer Bär mit roter Zunge und Halsband“                                   |
| Wappen Markt Berolzheim | Wappenbegründung: Der Eisenhut steht für die Stadt Pappenheim, zu der Markt Berolzheim im Mittelalter gehörte, der Bär steht für den Adeligen Berolt, welcher dem Ort seinen Namen gab. |

## Kultur und Sehenswürdigkeiten

### Bauwerke

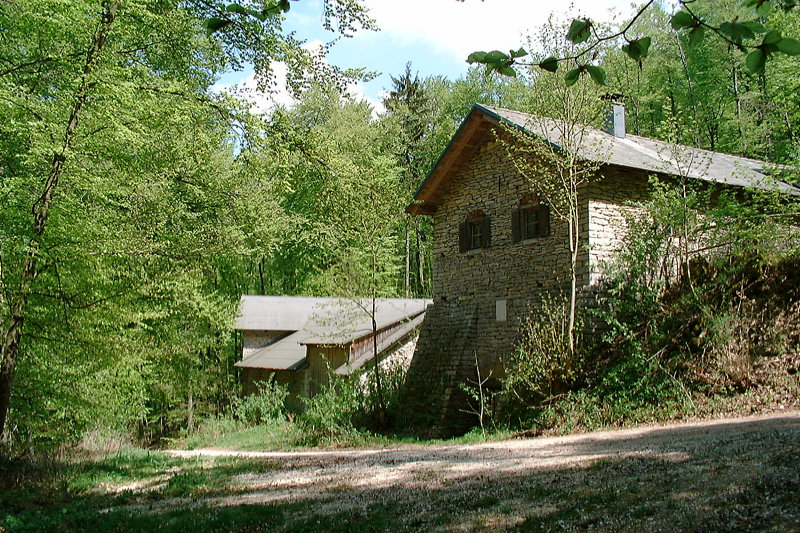
Ehemalige Bierkeller im Wald

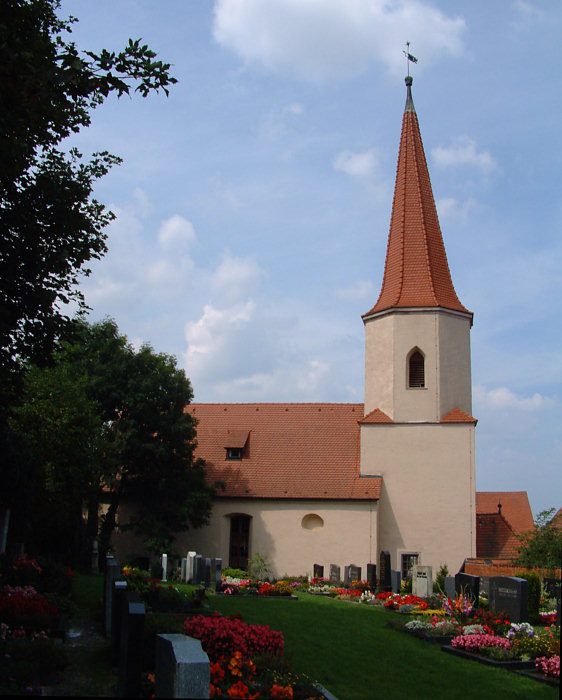
Kirche St. Maria mit Oberem Friedhof

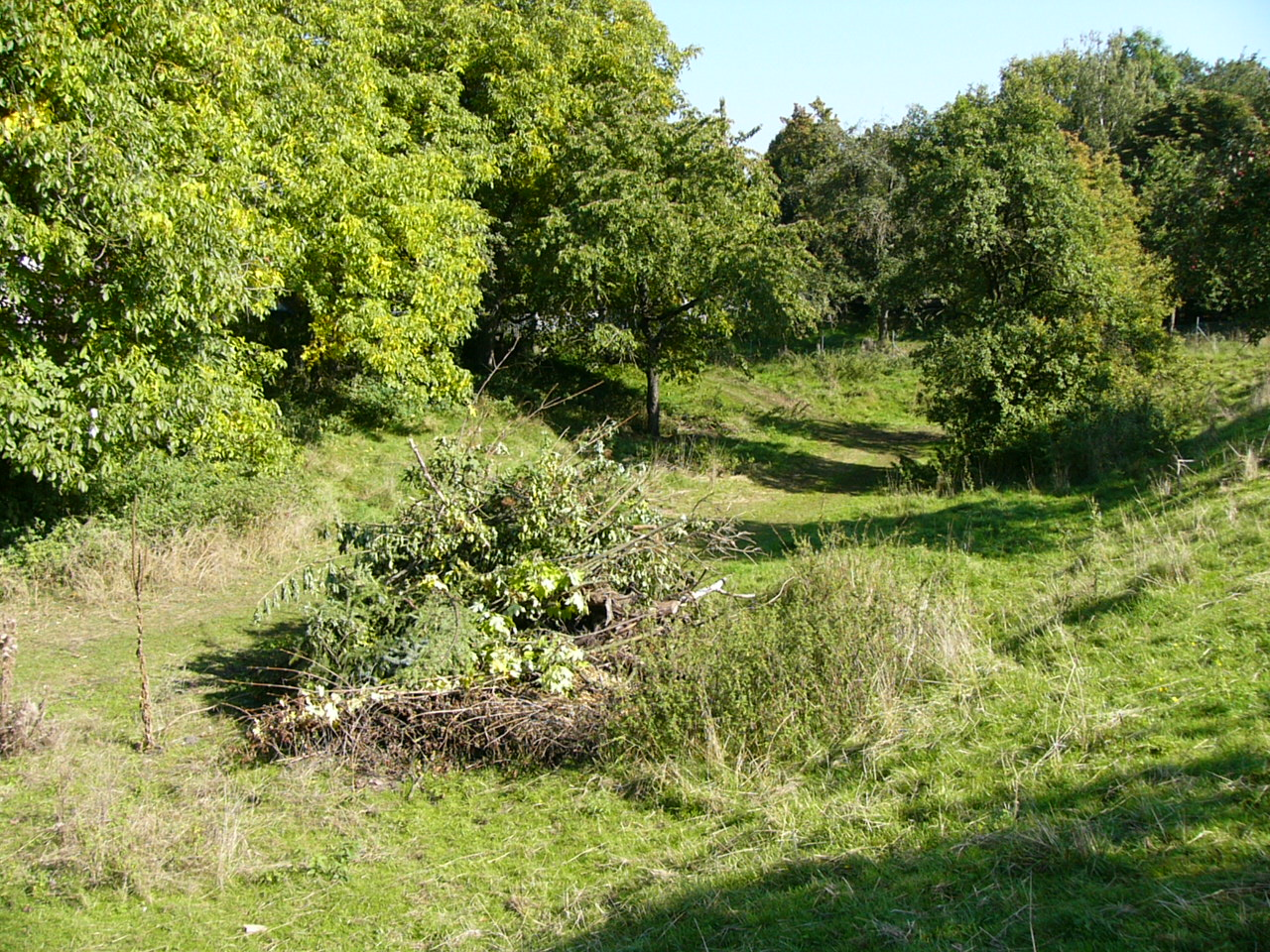
Umfangreiche Grabenanlage des Oberen Schlosses

Neben den drei Kirchen und den Denkmälern für Kriegsopfer zählen die Berolzheimer Bierkeller am Waldrand zu den sehenswerten Bauwerken. Letztere, um 1850 errichtet, wurden vor einigen Jahren renoviert und dienen heute als Lagerhallen für Ernte und Gerät von Landwirten und Waldarbeitern.
Die Entstehung der seit der Reformation evangelischen Kirchen ist unklar. Bereits 1186 gibt es in Urkunden ein Bericht über die Renovierung eines Gotteshauses – ob damit jedoch St. Maria oder St. Michael gemeint waren, ist unbekannt.
- Kirche St. Maria: Bereits 1329 als Kapelle des Oberen Schlosses (daher auch der gebräuchliche Name Obere Kirche) urkundlich erwähnt, zählt sie zu den ältesten Gotteshäusern im Kreis. Ab 1352 als Pfarrkirche bezeichnet, handelte es sich ursprünglich um eine Chorturmkirche, einen für die Region typischen Bau mit kurzem, viereckigem Turm mit darin integriertem Altarraum und relativ kleinem Langhaus. Diese Eigenart ging jedoch durch die Zerstörung der Kirche im Dreißigjährigen Krieg 1632 und den anschließenden Ausbau verloren; heute hat die Kirche ein hohes, spitzes Turmdach, in dem Turmfalken nisten. Auf der Turmspitze befindet sich eine Wetterfahne in Form eines Elefanten. Ein erster evangelischer Pfarrer ist ab 1528 nachweisbar.[33] 1688 wurde zunächst der Turm, später das Langhaus wieder aufgebaut.[34] 1751 riss ein starker Sturm die Turmspitze herunter, die Sanierung erfolgte erst vier Jahre später. 1916 schlug der Blitz in den Turm ein, dabei brannte der Dachstuhl ab. Die Kirche hat drei Glocken von 1436, 1673 und 1925. Die beiden älteren sollten im Zweiten Weltkrieg eingeschmolzen werden. Nach dem Krieg fand man sie jedoch in Hamburg wieder und die Kirche erhielt sie zur Freude der Gemeinde zurück. Die Kirche im heutigen Bauzustand inmitten eines Friedhofs ist ein typischer Vertreter des ansbachischen Protestantismus (Markgrafenstil).

- Kirche St. Michael: Erstmals 1344 urkundlich erwähnt, handelte es sich um einen Kirchenbau ähnlich St. Maria. Das Präsentationsrecht hatte das Eichstätter Domkapitel. Nach der Oberen Kirche wurde 1571 auch St. Michael als Untere Kirche evangelisch. 1758 wurde das Langhaus der Kirche teilweise abgerissen und durch den Ansbacher Hofbaumeister Johann David Steingruber neu aufgebaut. Der Turm wurde nach Blitzschlag 1777 mehrfach umgebaut, zuletzt 1838. Im Turm hängen fünf Glocken von 1702, 1926 (eine von 1715 wurde im Ersten Weltkrieg eingeschmolzen), 1973 und 1982. Die fünfte Glocke ist die älteste und stammt aus der Zeit, als der Turm errichtet wurde.

- Kirche St. Hedwig: Aufgrund der vielen Nachkriegsflüchtlinge aus den deutschen Ostgebieten regte Kurat Schneid den Bau einer katholischen Kirche an, die am zweiten Adventssonntag 1962 geweiht wurde. Die Kirche wurde 1984 durch eine Sprengstoffexplosion in einer benachbarten Scheune erheblich beschädigt. Sie entspricht in ihrer Bauweise einer typischen, neuzeitlich errichteten Kirche; Architekt war Josef Elfinger aus Ingolstadt.[35] Sie ist gemeinsame Kirche für die Katholiken in Markt Berolzheim und Treuchtlingen-Wettelsheim.

### Naturdenkmäler
Innerhalb der Gemeindegemarkung finden sich fünf Naturdenkmäler sowie drei ausgewiesene Naturschutzgebiete.
- → Hauptartikel: Buchleite bei Markt Berolzheim Oberhalb des Ortes wurde die Buchleite 1994 als 48. Naturschutzgebiet Mittelfrankens ausgewiesen, ein rund 30 Hektar großer, für den Hahnenkamm und den Naturpark Altmühltal typischer Nordhang mit Streuobstwiesen, Hutungen und von Schafen abgeweideten Wiesen. Dort stehen auch sieben rund 300 Jahre alte Linden, die „Sieben Linden“, eines der Naturdenkmäler. Inmitten dieser Linden steht eine Tränke für Schafe.
- Altmühlfeuchtwiesen an der Grenze zur Gemarkung Trommetsheim; die Flächen bis zur alten, ursprünglichen Altmühl befinden sich im Markt Berolzheimer Gemeindegebiet
- Naturwaldreservat Göppelt, ein rund 40 Hektar großes Laubmischwaldgebiet mit einigen Quellwasseraustritten
- Verschiedene Linden rings um den Ort, Alter zwischen 90 und 150 Jahren
- „Hunnensteine“ unweit des früheren Steinbruchs auf der Juraebene[36], wahrscheinlich handelt es sich um Brekzien, die vom Meteoreinschlag im Nördlinger Ries stammen. Ursprünglich waren es zwei Steine; der liegende Stein wurde von Unbekannten entfernt.

### Regelmäßige Veranstaltungen
Jedes dritte Wochenende im August findet die Kirchweih statt. Es handelt sich hier um eine typisch fränkische Wirtshauskirchweih.

## Wirtschaft und Infrastruktur
Der Markt gehört zur Region 8 des Regierungsbezirks Mittelfranken und ist als wirtschaftliches Kleinzentrum ausgewiesen. Während es in Nachbargemeinden teilweise keine Läden und nur wenige Gewerbebetriebe gibt, haben sich im Ort einige Betriebe und Läden halten können.

### Verkehr
- Straße: Anschluss an die Staatsstraße 2230 Treuchtlingen–Gunzenhausen, sowie Gemeindeverbindungsstraße nach Trommetsheim und Gemeindeverbindungsweg nach Großholz
- Eisenbahn: Eröffnung der Bahnstrecke Gunzenhausen–Treuchtlingen am 2. Oktober 1869. Bis 1978 Haltestation für Nahverkehrszüge, ab 1982 Rückbau und Auflösung des Bahnhofs
- Buslinien: Nach Einstellung des Bahnverkehrs Aufnahme der Buslinie Gunzenhausen–Treuchtlingen, heute VGN-Buslinie. Es besteht auch eine VGN-Linie Weißenburg–Markt Berolzheim.
- Östlich des Ortes verläuft der Fernradwanderweg Altmühltalradweg.

### Bildung
- Volksschule Markt Berolzheim mit Grund- und Hauptschule im Schulverband Markt Berolzheim-Dittenheim.
- Kindergarten Villa Kunterbunt der evangelischen Kirchengemeinde St. Maria/St. Michael, mitfinanziert durch die Gemeinde. Er bietet Platz für 75 Kinder in drei Gruppen.

## Söhne und Töchter der Gemeinde
- Kaspar Achatius Beck (1685–1733), Jurist
- Johann Carl Cramer (1825–1850), baptistischer Pionier in Bremen und Ostfriesland
- Theodor Doerfler (1869–1938), Jurist und Politiker
- David Rosenbaum (1877–1958), Kaufmann.
- Carl Carben († 1928), Lokalhistoriker Berolzheims
- Hans Doerfler (1863–1942), Geheimer Sanitätsrat, Pionier der allgemeinen Chirurgie und über 50 Jahre Chefarzt am Krankenhaus Weissenburg i. Bay.